# 15891 Alissazhang
A 15891 Alissazhang (ideiglenes jelöléssel (15891) 1997 GG7) a Naprendszer kisbolygóövében található aszteroida. A LINEAR projekt keretében fedezték fel 1997. április 2-án.